# Quartier Californie
Pour les articles homonymes, voir Californie (homonymie).
Le quartier Californie est situé au Sud-Est de la ville du Mans. Par apocope, les riverains le nomment « La Calif ». Le quartier a été construit en 1972 sous la direction des architectes Gaubert et Mercier. C'est presque strictement un quartier tertiaire, il a en effet été construit sous l'impulsion des Mutuelles du Mans à cause de ses problèmes de logement en centre-ville. Le groupe des « Mutuelles Générales Françaises » (MGF) n'avait plus suffisamment de place dans la Tour Émeraude et a donc demandé à la municipalité la construction d'immeubles de bureaux, loin de la ville, à l'abri, tout proche de l'Huisne. Le quartier est ainsi en retrait de l'agitation urbaine, construit sur le modèle d'époque américain. C'est ainsi une « mini-ville » disposant de ses propres terrains de détente et d'activités.

## Le Campus
Le campus de la Californie est inclus dans les bureaux de la société d'assurance. Il s'agit de proposer des formations dans le métier de l'assurance et notamment un master professionnel. La Californie est donc en association avec l'UFR Sciences de l'université du Maine pour proposer des formations spécifiques. On y trouve également des formations spécifiques proposées par la chambre de commerce du Mans comme le pôle de formation en langues étrangères.
- L'Institut Automobile du Mans - Métiers de l'automobile
- L'ESCRA - École Supérieure du Commerce des Réseaux de l’Automobile
- L'EPCRA - École Professionnelle du Commerce des Réseaux Automobiles
- L'EPMECA - École Préparatoire au Monitorat de l’Enseignement de la Conduite Automobile
- L'ISIALM - Institut Supérieur d'ingénierie d'Affaire du Mans
- L'ISCAM - Institut Supérieur du Commerce Automobile du Mans
- L'IDFC - Institut de formation continue en langues étrangères
- Auto Sport Academy
- École Le Mans Driver

## Principales Artères
Le quartier est accessible via la rocade Sud-est ou encore via le périphérique autoroutier Sud et la RN23.
- Rue Henri-Champion
- Rue de l'Esterel
- Avenue des Platanes
- Avenue du Docteur Jean-Mac

## Infrastructures
Le quartier est encerclé d'un bois de 45 hectares et dispose non loin de là de son propre stade, construit par les MMA et aujourd'hui propriété de la ville du Mans, ainsi qu'un club de tennis et des salles de gymnastique.